# GGC杯
GGC杯（GGCはい）は、eSportsコミュニティ大会主催団体Good Game Company（GGC）が運営するイベントのこと。
競技性の有無に関わらずGGCが開催するイベントの総称。

## 概要
GGC杯は「運営・参加者・視聴者・出演者・スポンサー者等、関係する全ての人で作り上げていく作品」の総称。
現代で主流の大会プラットフォームを用いないオリジナルでの開催を主体としており、ゲームタイトルによっては数人規模～数百人規模のイベントを開催している。

## 来歴
- 2019年（平成31年/令和元年）11月1日：ゲーム配信者charengerと、charengerと共にYouTubeで活動をしていた編集きつねによって、eSportsコミュニティ大会主催団体「Good Game Company」が立ち上げられた
- 2020年（令和2年）2月1日：GGCメンバーズ100人記念大会を開催（使用タイトル：Shadowverse） ※開催時のGGCメンバーズ加入者数200人以上
- 2020年（令和2年）7月：GGC×EcLaiR CUP開催（プロチーム EcLaiRとの共同開催）
- 2020年（令和2年）11月：日本学生esports協会Gameic公認大会への参画
- 2021年（令和3年）3月：第1回GGC主催配信者コラボ企画（使用タイトル：Among Us）
- 2021年（令和3年）4月：総エントリー者数が5,000人を突破
- 2021年（令和3年）5月：AGCT 1st Season（ApexLegends）にて1,000人以上が参加

## 過去協賛一覧
- Nimo_TV
- 株式会社京菓堂
- Tonamel
- GameTector
- スカウトリーグ
- SPINNS
- SELeCT
- KontrolFreek Japan
- Game Partners
- Adictor
- みかんクマ
- トロフィー生活

## 過去後援一覧
- 日本学生esports協会/Gameic

## 過去掲載メディア一覧
- 4Gamer.net
- ALLIENWARE ZONE
- GAMEクロス
- SELeCT
- Beyond eSporter ｅスポーツ専門総合情報サイト
- eスポーツニュースジャパン
- ほぼ週間ヘッドショット
- Storia

## 出演者一覧
- charenger
- Beri
- ダイヤ/KGI
- 林檎るな
- せいたろ
- 吉﨑智宏
- 射水ナミ
- 狼森レト
- 鶴見ゆき
- BEESUN
- めぐみちゃんだよ！
- dagger
- ぱぴよんGaming
- 虎狼獅家甘威

## Among Us 配信者コラボ企画 出場者
- 射水ナミ
- 狼森レト
- 吉﨑智宏
- ポンポコ宮本
- なな
- リリたそ
- みかんクマ
- ラッシュ
- Rix

## GGC主催 第1回 Apex Legends VTuberコラボ企画　出場者
- きゅうき
- ペンペン
- 梅雨森しの
- 銃撃クリス
- 鬼神和人
- 碧乃ハル
- 狼森レト
- みかんクマ
- 天聖暁弥
- 海国
- 涼海つらら
- 緒方レモン
- 夏未朱咲
- Non